# Lippo Hertzka
Lippo Hertzka (ur. 19 listopada 1904 w Budapeszcie, zm. 14 marca 1951 w Montemor-o-Novo) – węgierski piłkarz występujący na pozycji napastnika. Trener piłkarski.

## Kariera piłkarska
W trakcie kariery Hertzka występował w niemieckim Essener Turnerbund, węgierskim MTK Budapeszt oraz hiszpańskim Realu Sociedad.

## Kariera trenerska
Hertzka karierę trenerską rozpoczął w 1923 roku w Realu Sociedad. Trenował go przez trzy lata. Następnie prowadził Athletic Bilbao, Sevillę oraz Real Madryt, z którym w 1932 roku zdobył mistrzostwo Hiszpanii. Po tym osiągnięciu odszedł z klubu. W Hiszpanii był jeszcze szkoleniowcem drużyn Hércules CF (Tercera División) oraz Granada CF (Segunda División).
W 1936 roku Hertzka wyjechał do Portugalii, gdzie został trenerem Benfiki. W 1937 roku, a także w 1938 roku wywalczył z nią mistrzostwo Portugalii. W 1939 roku przestał być jej szkoleniowcem. Potem prowadził jeszcze drużyny CF Os Belenenses, Académica Coimbra, FC Porto, Estoril Praia oraz po raz drugi Benfikę.